# Werchowyna (zespół muzyczny)
Werchowyna – polski zespół muzyczny powstały w 1991 z inicjatywy warszawskich studentów związanych ze Studenckim Kołem Przewodników Beskidzkich. Wykonuje muzykę z terenów Łemkowszczyzny i Ukrainy. Na początku zespół wykonywał pieśni z akompaniamentem, jednak ostatnio skupił się tylko na śpiewie a cappella. Na przestrzeni lat skład zespołu ulegał zmianie. Zespół był nominowany do nagrody Wirtualnych Gęśli 2006 za płytę Pieśni święte i grzeszne.

## Aktualny skład
- Anna Jakowska „Żermena” (nie aktywnie)
- Tadeusz Konador
- Aneta Mazurkiewicz
- Agata Myśluk
- Anna Piotrowska
- Mirek Rak
- Małgorzata Madejska-Podsiadło
- Kuba Urlich
- Jola Węgrzyn
- Ewa Wróbel-Kacprowicz
- Roman Korbut

## Dyskografia
MC:
- Werchowyna (1993)
- Tecze Riczka (1995)

CD:
- Werchowyna live (1999)
- Krynyczeńka (1996, Sonic)
- Oj zza hory (2000, Konador)
- ...hej kolęda, kolęda (2002, Konador)
- Pieśni święte i grzeszne (2CD, 2005, Konador)
- Werchowyna MĘSKIE GŁOSY Pieśni Kozackie (2015, Konador)
- Werchowyna 25 (2016, Konador)